# Harmonices Mundi
Harmonices Mundi (з лат.  — «Гармонія світу») — книга Йоганна Кеплера, видана 1619 року. В цьому трактаті Кеплер обговорює гармонію і відповідність геометричних форм, фізичних явищ, зокрема музики та світобудови, пов'язуючи математичне вчення про гармонію з законами руху планет. В заключному розділі роботи міститься опис третього закону Кеплера. Сам Кеплер вважав Harmonices Mundi вершиною своєї наукової творчості.

## Історія створення
Мабуть, Кеплер почав працювати над трактатом 1599 року: цим роком датовано лист Кеплера професору Тюбінгенського університету Міхаелю Местліну, колишньому вчителю Кеплера, з детальними математичними викладками, які Кеплер мав намір використати в майбутньому трактаті, який спочатку мав намір назвати De Harmonia Mundi (Про гармонію світу). Таким чином, робота над трактатом тривала протягом 20 років. Паралельно з Harmonices Mundi Кеплер працював над своїми фундаментальними працями «Нова астрономія» (лат. Astronomia nova, видана 1609) і 7-томним Скороченням коперниканської астрономії (Epitome Astronomiae Copernicanae, видавалася від 1617 до 1621 року).
В своій першій праці, трактаті 1596 року «Таємниця світу» (лат. Mysterium Cosmographicum) Кеплер описав геліоцентричну систему світу, включаючи відомі на той час орбіти планет Сонячної системи, за допомогою системи правильних многогранників. У схемі Кеплера кожен правильний багатогранник має вписану (внутрішню) сферу, що стосується центрів кожній грані, і описану (зовнішню) сферу, що проходить через всі вершини, причому центр у цих сфер загальний, і в ньому знаходиться Сонце. При цьому у сферу орбіти Сатурна вписаний куб, в куб вписана сфера Юпітера, в яку, в свою чергу, вписаний тетраедр, і далі один одного послідовно вписуються сфери Марса — додекаедр, сфера Землі — ікосаедр, сфера Венери — октаедр і сфера Меркурія. Збіг розмірів орбіт планет з цією моделлю Кеплера було не зовсім точним, особливо багато клопоту доставила Кеплеру сфера Меркурія, яку врешті-решт довелося вписати в октаедр так, щоб вона стосувалася не граней, а середини ребер останнього. Розбіжності між теорією і емпіричними даними Кеплер спочатку пояснював тим, що реальні планетні сфери мають деяку «товщину». У той же час він не полишав спроб побудови більш точної моделі світобудови, що і призвело в кінцевому рахунку до відкриття законів руху планет.
Поряд з пошуками геометрично досконалої моделі світобудови Кеплер також прагнув пов'язати співвідношення орбіт планет з теорією музичної гармонії. Уявлення про відповідність музичних інтервалів і орбіт планет досить широко побутували в античній та середньовічній філософії. Гармонія сфер була традиційною філософською метафорою, яку вивчали в європейських університетах у складі квадривіуму, і часто згадували як «музику сфер». Кеплер зайнявся розробкою власної теорії музики сфер, при цьому він відмовився від використання піфагорійського ладу, що зрештою дозволило йому пов'язати відношення музичних інтервалів і кутові швидкості планет і заявити, що Бог діє як великий геометр, а не піфагорійський нумеролог.
Кеплер зазначав також, що музична гармонія, як продукт людської діяльності, відрізняється від гармонії як природного феномену, який взаємодіє з людською душею. У зв'язку з цим Кеплер заявляв, що Земля має душу, оскільки схильна до астрологічної гармонії.
Свої погляди на співвідношення між музичною гармонією і будовою всесвіту Кеплер послідовно викладає в Harmonices Mundi.

## Зміст
Трактат Harmonices Mundi складається з п'яти глав. Перша глава присвячена огляду правильних багатогранників, друга глава — порівнянню фігур, третя — походженню гармонійних відношень у музиці, четверта глава розглядає гармонійні конфігурації в астрології, і п'ята — гармонію руху планет.

Малий зірчастий додекаедр

Великий зірчастий додекаедр

Перша і друга глави містять дослідження правильних багатогранників. У них Кеплер намагається визначити, яким чином багатогранники, які він визначає як правильні або напівправильні, можуть розміщуватися навколо центральної точки на площині. Кеплер ранжує багатогранники за ступенем сполучуваності, або, скоріше, їх здатності утворювати нові тіла в поєднаннях один з одним. У наступних главах він повертається до цих питань вже стосовно астрономічних об'єктів. У другій главі Кеплер подає перше в науковій літературі математичне обґрунтування властивостей двох типів правильних зірчастих багатогранників: малого зірчастого додекаеда і великого зірчастого додекаедра, що згодом отримали назву тіл Кеплера — Пуансо. Кеплер описує багатогранники, використовуючи ту ж модель, за допомогою якої Платон у діалозі Тімей описує побудову правильних багатогранників на основі правильних трикутників.Тоді як середньовічні філософи використовували поняття «музика сфер» лише метафорично, Кеплер розрахував математичні співвідношення в русі планет і пов'язав їх з музичними інтервалами, встановивши сім основних гармонійних інтервалів (консонансів): октаву (2/1), Секста  велику сексту (5/3), малу сексту (8/5), чисту квінту (3/2), чисту кварту (4/3), велику терцію (5/4) і малу терцію (6/5), зокрема далі він вивів весь звукоряд як мажорного, так і мінорного ладу. Його розрахунки показували, що різниці між найбільшою і найменшою кутовими швидкостями планети становлять приблизно гармонійну пропорцію.
Наприклад, кутова швидкість Землі змінюється між афелієм і перигелієм на пів тона (співвідношення 16:15), від ми до фа, швидкість Венери змінюється тільки у відношенні 25:24 (так звана дієса в музичних термінах). Кеплер таким чином інтерпретує цю зміну «звучання» Землі:
Земля співає мі, фа, мі: ви можете навіть з цих звуків зробити висновок, що в нашому домі панують нещастя і голод.
Оригінальний текст (лат.)
Tellus canit MI FA MI ut vel ex syllaba conjicias, in hoc nostro domicilio MIseriam & FAmem obtinere.

На думку Кеплера, планети формують своєрідний хор, до якого входять тенор (Марс), два баси (Сатурн і Юпітер), сопрано (Меркурій), і два альти (Венера і Земля). При цьому Меркурій, з орбітою у формі дуже витягнутого еліпса, має найширший діапазон звучання, тоді як Венера, з її майже круговою орбітою, здатна видавати лише одну ноту. За оцінкою Кеплера, дуже рідко виникають ситуації, коли всі планети можуть співати в «ідеальній згоді» — можливо, це траплялося тільки один раз в історії, в момент творіння.
За розрахунками Кеплера, всі співвідношення найбільшої і найменшої швидкостей планет на орбітах, крім одного, складають гармонічні інтервали в межах допустимої похибки — менше дієси. Єдиний виняток з цього правила становили орбіти Марса і Юпітера, які утворювали негармонічне відношення 18:19. Цей дисонанс (згодом підтверджений правилом Тіціуса-Боде) пояснюється наявністю між орбітами Марса і Юпітера поясу астероїдів, відкритого лише через 200 років після смерті Кеплера.
Перші два закони руху планет Кеплер виклав у своїй попередній праці — «Нова астрономія» 1609 року. Третій закон Кеплера («Квадрати періодів обертання планет навколо Сонця відносяться як куби великих півосей орбіт планет») вперше наведено в розділі 5 Harmonices Mundi, після довгого екскурсу в астрологію.